# 若葉町 (郡山市)
若葉町（わかばちょう）は、福島県郡山市に所在する町丁である。郵便番号は963-8011。

## 地理
郡山市役所本庁所管地域である市街中心部に属する。北で富久山町久保田、東で大町、南で赤木町、咲田、南西角で西ノ内、西で桜木とそれぞれ隣接する。
JR郡山駅西口側市街地にあり、住居表示が実施されている。旧郡山地区北端の一級水系阿武隈川水系逢瀬川右岸に位置し、旧国道4号以西、うねめ通り以北を範囲とする。住宅地が広がり、幹線道路沿いに店舗や事務所が立地する。令和元年東日本台風の影響により、町域の多くが浸水する被害を受けた。
域内には旧国道4号とうねめ通り、福島県道57号郡山大越線か交差する十字路である若葉町交差点があり、市街北部の交通の要衝となっている。
長者に所在する郡山警察署長者交番、および堂前町に所在する郡山消防署本署がそれぞれ管轄にあたる。

### 河川
一級水系阿武隈川水系
- 逢瀬川

## 世帯数と人口
2024年1月1日現在の世帯数と人口は、以下の通りである。
| 町丁   | 世帯数  | 人口  |
| ------ | ------- | ----- |
| 若葉町 | 419世帯 | 800人 |

## 小・中学校の学区
市立小・中学校に通う場合、学区は以下の通りとなる。
| 番地 | 小学校             | 中学校                 |
| ---- | ------------------ | ---------------------- |
| 全域 | 郡山市立赤木小学校 | 郡山市立郡山第五中学校 |

## 交通

### 道路
- 福島県道57号郡山大越線（旧国道4号）
- 福島県道296号荒井郡山線（旧国道4号）
- 一級市道34号麓山一丁目久保田線
- 一級市道35号若葉桑野線（うねめ通り）

## 施設等
- 大東銀行 若葉支店
- ファッションセンターしまむら 若葉店
- 若葉公園